# 2e étape du Tour de France 2013
Pour un article plus général, voir Tour de France 2013.
La 2e étape du Tour de France 2013 s'est déroulée le dimanche 30 juin 2013. Elle part de Bastia et arrive à Ajaccio. Le Belge Jan Bakelants (RadioShack-Leopard) s'est imposé en solitaire et a pris le maillot jaune, porté jusqu'alors par Marcel Kittel (Argos-Shimano).

## Parcours
Cette seconde étape du Tour de France 2013 est une étape accidentée, reliant Bastia, à Ajaccio, via Corte. Longue de 156 km, elle compte trois difficultés de troisième catégorie : le col de Bellagranajo (723 m), le col de la Serra (807 m), la côte du Salario (2,5 km de côte à 7,5 %, qui culmine à 194 m), et un col de deuxième catégorie : le col de Vizzavona, qui s'élève à 1 163 m. La côte du Salario est à 12 km de l'arrivée à Ajaccio.

## Déroulement de la course
Malgré une chute massive lors de l'étape précédente, aucun abandon n'est à déplorer au départ de l'étape. Comme lors de la première étape, l'échappée part dès l'entame de la course. On retrouve notamment Lars Boom (Belkin), déjà à l'avant la veille, ainsi que David Veilleux (Europcar), Blel Kadri (AG2R La Mondiale) et Rubén Pérez (Euskaltel Euskadi). L'étape s'anime lors de la montée vers le col de la Serra où l'équipe FDJ.fr mène le train et réduit le peloton qui perd ses quatre maillots distinctifs ainsi qu'un grand nombre de favoris pour l'étape, dont Mark Cavendish (Omega Pharma-Quick Step), Nacer Bouhanni, le sprinteur de la formation FDJ.fr est lui aussi lâché pendant que Kadri passe seul en tête du col. Lors de la montée vers le col de Vizzavona, plusieurs coureurs sortent du peloton comme Pierre Rolland, leader de l'équipe Europcar qui démarre juste après la traversée du village de "Vivario" et dépasse Kadri, en franchissant le sommet en tête, ce qui lui permettra d'endosser le maillot de meilleur grimpeur à l'arrivée. L'équipe Sky est obligée de rouler à sa poursuite et un rassemblement général s'opère avant la dernière ascension.
Dès le pied de la côte du Salario, Juan Antonio Flecha (Vacansoleil-DCM) et Cyril Gautier (Europcar) passent à l'attaque, et prennent quelques longueurs d'avance. Le coureur d'Europcar se détache de l'Espagnol et passe le sommet en tête, avec quelques secondes d'avance sur un homme seul, Christopher Froome (Sky). Le peloton réagit et par l'intermédiaire de Nicolas Roche (Saxo-Tinkoff), revient sur le leader de la formation Sky. À sept kilomètres de l'arrivée, Gautier à peine repris, un groupe de six coureurs parvient à prendre le large. Ce groupe est composé de Sylvain Chavanel (Omega Pharma-Quick Step), Jan Bakelants (RadioShack-Leopard), Jakob Fuglsang (Astana), Gorka Izagirre (Euskaltel Euskadi), Manuele Mori (Lampre-Merida) et de nouveau Flecha. Derrière la poursuite a du mal à se mettre en place, les derniers sprinters encore dans le peloton ayant peu d'équipiers autour d'eux. L'écart stagne autour des dix secondes pendant plusieurs kilomètres. À proximité de la flamme rouge, la collaboration entre les échappés commence à être moins bonne et l'écart se réduit rapidement. C'est le moment que choisit Bakelants pour partir seul. Le coureur belge de la formation RadioShack-Leopard résiste au retour du peloton et termine avec une seconde d'avance sur le groupe de 92 coureurs, qui règle le sprint final par Peter Sagan (Cannondale) et Michał Kwiatkowski (Omega Pharma-Quick Step).
Bakelants endosse grâce à sa victoire le maillot jaune perdu par Marcel Kittel (Argos-Shimano), qui termine dans un groupe d'une cinquantaine de coureurs avec 17 minutes et 35 secondes de retard.

## Résultats

### Classement de l'étape
| Classement de la 2e étape | Classement de la 2e étape | Classement de la 2e étape | Classement de la 2e étape | Classement de la 2e étape |
|                           | Coureur                   | Pays                      | Équipe                    | Temps                     |
| ------------------------- | ------------------------- | ------------------------- | ------------------------- | ------------------------- |
| 1er                       | Jan Bakelants             | Belgique                  | RadioShack-Leopard        | en 3 h 43 min 11 s        |
| 2e                        | Peter Sagan               | Slovaquie                 | Cannondale                | + 1 s                     |
| 3e                        | Michał Kwiatkowski        | Pologne                   | Omega Pharma-Quick Step   | + 1 s                     |
| 4e                        | Davide Cimolai            | Italie                    | Lampre-Merida             | + 1 s                     |
| 5e                        | Edvald Boasson Hagen      | Norvège                   | Sky                       | + 1 s                     |
| 6e                        | Julien Simon              | France                    | Sojasun                   | + 1 s                     |
| 7e                        | Francesco Gavazzi         | Italie                    | Astana                    | + 1 s                     |
| 8e                        | Daryl Impey               | Afrique du Sud            | Orica-GreenEDGE           | + 1 s                     |
| 9e                        | Daniele Bennati           | Italie                    | Saxo-Tinkoff              | + 1 s                     |
| 10e                       | Sergueï Lagoutine         | Ouzbékistan               | Vacansoleil-DCM           | + 1 s                     |
| modifier                  |                           |                           |                           |                           |

### Points attribués
| Sprint intermédiaire de Castello-di-Rostino (km 33) | Sprint intermédiaire de Castello-di-Rostino (km 33) | Sprint intermédiaire de Castello-di-Rostino (km 33) | Sprint intermédiaire de Castello-di-Rostino (km 33) | Sprint intermédiaire de Castello-di-Rostino (km 33) |
| --------------------------------------------------- | --------------------------------------------------- | --------------------------------------------------- | --------------------------------------------------- | --------------------------------------------------- |
|                                                     | Coureur                                             | Pays                                                | Équipe                                              | Point(s)                                            |
| 1er                                                 | Lars Boom                                           | Pays-Bas                                            | Belkin                                              | 20                                                  |
| 2e                                                  | David Veilleux                                      | Canada                                              | Europcar                                            | 17                                                  |
| 3e                                                  | Blel Kadri                                          | France                                              | AG2R La Mondiale                                    | 15                                                  |
| 4e                                                  | Rubén Pérez                                         | Espagne                                             | Euskaltel Euskadi                                   | 13                                                  |
| 5e                                                  | André Greipel                                       | Allemagne                                           | Lotto-Belisol                                       | 11                                                  |
| 6e                                                  | Peter Sagan                                         | Slovaquie                                           | Cannondale                                          | 10                                                  |
| 7e                                                  | Danny van Poppel                                    | Pays-Bas                                            | Vacansoleil-DCM                                     | 9                                                   |
| 8e                                                  | Mark Cavendish                                      | Royaume-Uni                                         | Omega Pharma-Quick Step                             | 8                                                   |
| 9e                                                  | Matthew Goss                                        | Australie                                           | Orica-GreenEDGE                                     | 7                                                   |
| 10e                                                 | Alexander Kristoff                                  | Norvège                                             | Katusha                                             | 6                                                   |
| 11e                                                 | Gert Steegmans                                      | Belgique                                            | Omega Pharma-Quick Step                             | 5                                                   |
| 12e                                                 | Tom Veelers                                         | Pays-Bas                                            | Argos-Shimano                                       | 4                                                   |
| 13e                                                 | Nacer Bouhanni                                      | France                                              | FDJ.fr                                              | 3                                                   |
| 14e                                                 | Marcel Kittel                                       | Allemagne                                           | Argos-Shimano                                       | 2                                                   |
| 15e                                                 | Sylvain Chavanel                                    | France                                              | Omega Pharma-Quick Step                             | 1                                                   |
| modifier                                            |                                                     |                                                     |                                                     |                                                     |

| Classement de l'étape | Classement de l'étape | Classement de l'étape | Classement de l'étape   | Classement de l'étape |
| --------------------- | --------------------- | --------------------- | ----------------------- | --------------------- |
|                       | Coureur               | Pays                  | Équipe                  | Point(s)              |
| 1er                   | Jan Bakelants         | Belgique              | RadioShack-Leopard      | 30                    |
| 2e                    | Peter Sagan           | Slovaquie             | Cannondale              | 25                    |
| 3e                    | Michał Kwiatkowski    | Pologne               | Omega Pharma-Quick Step | 22                    |
| 4e                    | Davide Cimolai        | Italie                | Lampre-Merida           | 19                    |
| 5e                    | Edvald Boasson Hagen  | Norvège               | Sky                     | 17                    |
| 6e                    | Julien Simon          | France                | Sojasun                 | 15                    |
| 7e                    | Francesco Gavazzi     | Italie                | Astana                  | 13                    |
| 8e                    | Daryl Impey           | Afrique du Sud        | Orica-GreenEDGE         | 11                    |
| 9e                    | Daniele Bennati       | Italie                | Saxo-Tinkoff            | 9                     |
| 10e                   | Sergueï Lagoutine     | Ouzbékistan           | Vacansoleil-DCM         | 7                     |
| 11e                   | Elia Favilli          | Italie                | Lampre-Merida           | 6                     |
| 12e                   | Yukiya Arashiro       | Japon                 | Europcar                | 5                     |
| 13e                   | David Millar          | Royaume-Uni           | Garmin-Sharp            | 4                     |
| 14e                   | Bram Tankink          | Pays-Bas              | Belkin                  | 3                     |
| 15e                   | Christophe Riblon     | France                | AG2R la Mondiale        | 2                     |
| modifier              |                       |                       |                         |                       |

### Cols et côtes
| Col de Bellagranajo (km 70) 3e catégorie | Col de Bellagranajo (km 70) 3e catégorie | Col de Bellagranajo (km 70) 3e catégorie | Col de Bellagranajo (km 70) 3e catégorie | Col de Bellagranajo (km 70) 3e catégorie |
| ---------------------------------------- | ---------------------------------------- | ---------------------------------------- | ---------------------------------------- | ---------------------------------------- |
|                                          | Coureur                                  | Pays                                     | Équipe                                   | Point(s)                                 |
| 1er                                      | Lars Boom                                | Pays-Bas                                 | Belkin                                   | 2                                        |
| 2e                                       | Rubén Pérez                              | Espagne                                  | Euskaltel Euskadi                        | 1                                        |
| modifier                                 |                                          |                                          |                                          |                                          |

| Col de la Serra (km 85) 3e catégorie | Col de la Serra (km 85) 3e catégorie | Col de la Serra (km 85) 3e catégorie | Col de la Serra (km 85) 3e catégorie | Col de la Serra (km 85) 3e catégorie |
| ------------------------------------ | ------------------------------------ | ------------------------------------ | ------------------------------------ | ------------------------------------ |
|                                      | Coureur                              | Pays                                 | Équipe                               | Point(s)                             |
| 1er                                  | Blel Kadri                           | France                               | AG2R La Mondiale                     | 2                                    |
| 2e                                   | David Veilleux                       | Canada                               | Europcar                             | 1                                    |
| modifier                             |                                      |                                      |                                      |                                      |

| Col de Vizzavona (km 95,5) 2e catégorie | Col de Vizzavona (km 95,5) 2e catégorie | Col de Vizzavona (km 95,5) 2e catégorie | Col de Vizzavona (km 95,5) 2e catégorie | Col de Vizzavona (km 95,5) 2e catégorie |
| --------------------------------------- | --------------------------------------- | --------------------------------------- | --------------------------------------- | --------------------------------------- |
|                                         | Coureur                                 | Pays                                    | Équipe                                  | Point(s)                                |
| 1er                                     | Pierre Rolland                          | France                                  | Europcar                                | 5                                       |
| 2e                                      | Blel Kadri                              | France                                  | AG2R La Mondiale                        | 3                                       |
| 3e                                      | Brice Feillu                            | France                                  | Sojasun                                 | 2                                       |
| 4e                                      | Vasil Kiryienka                         | Biélorussie                             | Sky                                     | 1                                       |
| modifier                                |                                         |                                         |                                         |                                         |

| Côte du Salario (km 144) 3e catégorie | Côte du Salario (km 144) 3e catégorie | Côte du Salario (km 144) 3e catégorie | Côte du Salario (km 144) 3e catégorie | Côte du Salario (km 144) 3e catégorie |
| ------------------------------------- | ------------------------------------- | ------------------------------------- | ------------------------------------- | ------------------------------------- |
|                                       | Coureur                               | Pays                                  | Équipe                                | Point(s)                              |
| 1er                                   | Cyril Gautier                         | France                                | Europcar                              | 2                                     |
| 2e                                    | Christopher Froome                    | Royaume-Uni                           | Sky                                   | 1                                     |
| modifier                              |                                       |                                       |                                       |                                       |

## Classements à l'issue de l'étape

### Classement général
| Classement général | Classement général   | Classement général | Classement général      | Classement général |
|                    | Coureur              | Pays               | Équipe                  | Temps              |
| ------------------ | -------------------- | ------------------ | ----------------------- | ------------------ |
| 1er                | Jan Bakelants        | Belgique           | RadioShack-Leopard      | en 8 h 40 min 3 s  |
| 2e                 | David Millar         | Royaume-Uni        | Garmin-Sharp            | + 1 s              |
| 3e                 | Julien Simon         | France             | Sojasun                 | + 1 s              |
| 4e                 | Daryl Impey          | Afrique du Sud     | Orica-GreenEDGE         | + 1 s              |
| 5e                 | Edvald Boasson Hagen | Norvège            | Sky                     | + 1 s              |
| 6e                 | Simon Gerrans        | Australie          | Orica-GreenEDGE         | + 1 s              |
| 7e                 | Michał Kwiatkowski   | Pologne            | Omega Pharma-Quick Step | + 1 s              |
| 8e                 | Sergueï Lagoutine    | Ouzbékistan        | Vacansoleil-DCM         | + 1 s              |
| 9e                 | Christophe Riblon    | France             | AG2R La Mondiale        | + 1 s              |
| 10e                | Cadel Evans          | Australie          | BMC Racing              | + 1 s              |
| modifier           |                      |                    |                         |                    |

### Classement par points
| Classement par points | Classement par points | Classement par points | Classement par points | Classement par points |
| --------------------- | --------------------- | --------------------- | --------------------- | --------------------- |
|                       | Coureur               | Pays                  | Équipe                | Point(s)              |
| 1er                   | Marcel Kittel         | Allemagne             | Argos-Shimano         | 47 points             |
| 2e                    | Peter Sagan           | Slovaquie             | Cannondale            | 43 pts                |
| 3e                    | Alexander Kristoff    | Norvège               | Katusha               | 41 pts                |
| modifier              |                       |                       |                       |                       |

### Classement du meilleur grimpeur
| Classement du meilleur grimpeur | Classement du meilleur grimpeur | Classement du meilleur grimpeur | Classement du meilleur grimpeur | Classement du meilleur grimpeur |
| ------------------------------- | ------------------------------- | ------------------------------- | ------------------------------- | ------------------------------- |
|                                 | Coureur                         | Pays                            | Équipe                          | Point(s)                        |
| 1er                             | Pierre Rolland                  | France                          | Europcar                        | 5 points                        |
| 2e                              | Blel Kadri                      | France                          | AG2R La Mondiale                | 5 pts                           |
| 3e                              | Cyril Gautier                   | France                          | Europcar                        | 2 pts                           |
| modifier                        |                                 |                                 |                                 |                                 |

### Classement du meilleur jeune
| Classement général du meilleur jeune | Classement général du meilleur jeune | Classement général du meilleur jeune | Classement général du meilleur jeune | Classement général du meilleur jeune |
|                                      | Coureur                              | Pays                                 | Équipe                               | Temps                                |
| ------------------------------------ | ------------------------------------ | ------------------------------------ | ------------------------------------ | ------------------------------------ |
| 1er                                  | Michał Kwiatkowski                   | Pologne                              | Omega Pharma-Quick Step              | en 8 h 40 min 4 s                    |
| 2e                                   | Romain Bardet                        | France                               | AG2R La Mondiale                     | m.t                                  |
| 3e                                   | Nairo Quintana                       | Colombie                             | Movistar                             | m.t                                  |
| modifier                             |                                      |                                      |                                      |                                      |

### Classement par équipes
| Classement par équipes | Classement par équipes | Classement par équipes | Classement par équipes |
|                        | Équipe                 | Pays                   | Temps                  |
| ---------------------- | ---------------------- | ---------------------- | ---------------------- |
| 1re                    | RadioShack-Leopard     | Luxembourg             | en 26 h 0 min 11 s     |
| 2e                     | Vacansoleil-DCM        | Pays-Bas               | + 1 s                  |
| 3e                     | Orica-GreenEDGE        | Australie              | + 1 s                  |
| modifier               |                        |                        |                        |